# たけし (猫)
たけしは、日本の第1次南極観測隊に同行し、昭和基地で越冬した三毛猫の船乗り猫。無事に帰国し、朝日新聞記者の越冬隊員だった作間敏夫に引き取られたが、作間の留守中に脱走して行方不明となった。
表記はたけし、タケシ、武とばらつきがあるが、極地研アーカイブ室等では船内で発行されていた「南極新聞」に準じて「たけし」と表記しており、本記事もそれに倣う。

## 概要
第1次南極観測隊が観測船「宗谷」で出発する2日前、動物愛護団体の鈴木はなという女性が「オスの三毛猫は航海に縁起が良いので、航海のお守りとして連れて行ってください」と隊員に手渡した。手渡された隊員はそれを了解した。船内の「南極新聞」では「乗船前日偶然にオスの仔猫（9月8日生）を一匹手に入れました」と記されている。この時点で名前はなく、出航後に船内の公募により隊長の永田武にちなんで「たけし」と命名された。
同行していた樺太犬と異なり、たけしは寒がりな猫であるため、荷役や研究などに従事せず純粋にペットとして可愛がられていたほか、樺太犬の子犬とじゃれて遊んでいたという。また、隊員の中でもたけしをひときわ可愛いがっていたのが、通信隊員の作間敏夫（朝日新聞社所属）だった。作間が昭和基地で散歩をしていたときは必ず後をついていき、2 - 3キロメートルでも離れなかったほか、夜中は作間の寝袋の上で寝ていたという。
1957年10月30日、たけしは作間の部屋に潜り込み、大型通信機で暖を取っていたところ、高圧線に触れて感電してしまった。数日間眠り続けたが、隊員らの看病により一命をとりとめた。また、トウゾクカモメに襲われ、なんとか撃退していたという目撃談もある。
越冬終了後、たけしは越冬隊長の西堀榮三郎・作間と共にセスナ機に乗り、昭和基地から宗谷に戻った。1頭約40キログラムの樺太犬と異なり、たけしは3.5キログラムであったことから重量制限のあるセスナ機への搭乗が可能だったとされている。1年ぶりに宗谷に戻ったたけしは隊員手作りの救命胴衣を着用し、自由気ままに過ごしていたという。
帰国後、作間に引き取られ1週間ほどは一家に可愛がられていたが、取材などで多忙だった作間の留守中に家から脱走し、行方不明になったという。猫はもともと帰巣本能が強い動物であるため、たけしは自分の棲家だった昭和基地へ帰ろうとしたのではないかと作間は語っている。
2019年には、人形作家の荻原弘子が作製したフェルト製のぬいぐるみが極地研究所南極・北極科学館に寄贈され、昭和基地で当時と同じアングルでの写真撮影が行われた。

## 題材とする作品
- 阿見みどり『こねこのタケシ〜南極大ぼうけん〜』わたなべあきお（イラスト）、銀の鈴社、2006年（原著1986年）。ISBN 978-4-87786-799-7。